# Barão de Riba Tâmega
Barão de Riba Tâmega é um título nobiliárquico criado por D. Luís I de Portugal, por Decreto de 4 de Abril de 1867, em favor de José de Vasconcelos Guedes de Carvalho, depois 1.º Visconde de Riba Tâmega.
Titulares
1. José de Vasconcelos Guedes de Carvalho, 1.º Barão e 1.º Visconde de Riba Tâmega.